# Nothomiza perichora
Nothomiza perichora är en fjärilsart som beskrevs av Eugen Wehrli 1940. Nothomiza perichora ingår i släktet Nothomiza och familjen mätare. Inga underarter finns listade i Catalogue of Life.